# Atoconeura biordinata
Atoconeura biordinata är en trollsländeart som beskrevs av Karsch 1899. Atoconeura biordinata ingår i släktet Atoconeura och familjen segeltrollsländor. IUCN kategoriserar arten globalt som livskraftig. Inga underarter finns listade i Catalogue of Life.